# Kulturåret 1792

## Händelser
- 23 mars – Joseph Haydns Symfoni nr 94 (Symfonin med pukslaget) uruppförs i London.
- 29 mars – Sveriges kung Gustav III mördas under en maskeradbal på operan i Stockholm.
- 20 december – Operan Figaros bröllop har svensk urpremiär på Munkbroteatern i Stockholm med Didrik Gabriel Björn och Eleonora Säfström i rollerna.

## Nya verk
- Desmond av Charlotte Smith
- Om det allmänna förståndets frihet av Thomas Thorild
- Till försvar för kvinnans rättigheter av Mary Wollstonecraft

## Födda
- 13 februari – Anders Jacob Danielsson Cnattingius (död 1864), svensk läroboksförfattare.
- 29 februari – Gioacchino Rossini (död 1868), italiensk operakompositör.
- 11 mars – Natale Abbadia (död 1861), italiensk kompositör och körledare.
- 25 mars – Mikael Gustaf Anckarsvärd (död 1878), svensk överintendent, tecknare och litograf.
- 12 maj – Per Adolf Sondén (död 1837), svensk litteraturhistoriker.
- 18 juni – Johan Way (död 1873), svensk konstnär, akademiritmästare, hovmålare, professor och skritställare.
- 10 juli – Frederick Marryat (död 1848), brittisk sjöofficer och författare.
- 27 juli – Llewellyn Lloyd (död 1876), engelsk jägare och författare.
- 4 augusti – Percy Bysshe Shelley (död 1822) engelsk författare och poet.
- 28 augusti – Karolina Bock (död 1872), svensk balettdansös,
- 27 september – George Cruikshank (död 1878), engelsk karikatyrtecknare, raderare och målare.
- 13 oktober – Moritz Hauptmann (död 1868), tysk musikteoretiker och tonsättare.
- 11 december – Joseph Mohr (död 1848), österrikisk präst och psalmdiktare.
- 11 december – Hedda Wrangel (död 1833), svensk friherrinna och tonsättare.
- 20 december – Nicolas Charlet (död 1845), fransk konstnär och litograf.
- okänt datum – Ulla Stenberg (död 1858), svensk textilkonstnär.
- okänt datum – Vivica Strokirk (död 1846), svensk konstnär.
- okänt datum – Matteo Carcassi (död 1853), italiensk gitarrist och kompositör.

## Avlidna
- 23 mars – Christian Lunell, (född 1719), svensk professor, rektor och målare.
- 29 mars – Gustav III (född 1746), svensk kung.
- 30 juni – Antonio Rosetti (född ca 1750), böhmisk kontrabasist och kompositör.
- 12 december – Denis Fonvizin (född 1745), rysk författare och översättare.
- 15 december – Joseph Martin Kraus (född 1756), tysk-svensk tonsättare.
- okänt datum – Cathrine Marie Gielstrup (född 1755), dansk skådespelare och sångare.
- okänt datum – Lars Thorstensson Nyberg (född 1720), svensk psalmförfattare.